# Finlandia en el Festival de la Canción de Eurovisión 2021
Finlandia participó en el LXV Festival de la Canción de Eurovisión, celebrado en Róterdam, Países Bajos del 18 al 22 de mayo del 2021, tras la victoria de Duncan Laurence con la canción «Arcade». La Yleisradio, radiodifusora encargada de la participación finlandesa dentro del festival, se encargó de organizar el tradicional Uuden Musiikin Kilpailu como final nacional del país. Tras la realización una sola final, en la que concursaron 6 canciones, fue elegido el tema rock «Dark Side», interpretado por el grupo Blind Channel y compuesta por los miembros del grupo (Aleksi Kaunisvesi, Joonas Porko, Joel Hokka, Niko Moilanen, Olli Matela). El grupo obtuvo 551 puntos, siendo la opción predilecta para el jurado internacional como para el público.
Blind Channel partió como uno de los favoritos dentro de las casas de apuestas para posicionarse dentro del Top 10 de la competencia. Durante el festival, tras clasificarse en 5° lugar de la semifinal 2 con 234 puntos, Finlandia finalizó en 6.ª posición con una sumatoria de 301 puntos: 83 de la votación del jurado profesional y 218 del televoto, sorprendiendo en la segunda votación tras haberse colocado en 4° lugar. De esta forma, Finlandia logró su mejor resultado desde su victoria en 2006.

## Historia de Finlandia en el Festival
Finlandia debutó en el Festival de 1961, participando desde entonces en 52 ocasiones. Finlandia es considerado como uno de los países con peores resultados en la historia del concurso. Solamente se ha clasificado dentro de los 10 mejores en 11 ocasiones y ha finalizado en último lugar de la final en 9 ocasiones, 3 de ellas con 0 puntos. Sin embargo, Finlandia ha obtenido una victoria dentro del festival: en 2006 con el grupo de heavy metal Lordi con la canción «Hard Rock Hallelujah». Desde la introducción de las semifinales en 2004, Finlandia ha mantenido resultados dispares, clasificando a la final en 8 ocasiones y siendo eliminado en 8.
El representante para la edición cancelada de 2020 era el ganador del Uuden Musiikin Kilpailu de ese año, Aksel Kankaanranta con la balada «Looking Back». En 2019, la YLE seleccionó internamente al DJ Darude junto a Sebastian Rejman, quienes no lograron clasificarse para la final, terminando en 17.ª posición con 23 puntos en la primera semifinal, con el tema «Look Away».

## Representante para Eurovisión

### Uuden Musiikin Kilpailu 2021
Finlandia confirmó su participación en el Festival de Eurovisión 2021 el 20 de junio de 2020, con el anuncio de una nueva final nacional. El periodo de recepción de las canciones fue entre el 1 y el 7 de septiembre de 2020. El 13 de enero de 2021 se anunciaron las 7 canciones participantes. La competencia consistió en una sola final con una sola fase de votación: después de presentarse los 7 intérpretes se someterían a votación de un jurado conformado por 7 países (25%) y el público (75%).
En esta votación, cada panel de jurados votaba las canciones con un sistema parecido al de Eurovisión: 12, 10, 8, 6, 4 y 2 puntos. El público repartía un total de 882 puntos, siendo puntuadas las canciones en relación con el porcentaje de votos obtenidos por los 3 métodos: llamada telefónica, mensajes de texto y votos en la app. El mayor votado sumando ambas puntuaciones se declaraba ganador del festival y representante de Finlandia en Eurovisión.

#### Candidaturas
| Artista                   | Canción (Traducción)                                                   | Idioma | Compositor(es)                                                                                 |
| ------------------------- | ---------------------------------------------------------------------- | ------ | ---------------------------------------------------------------------------------------------- |
| Aksel Kankaanranta        | «Hurt» («Duele»)                                                       | Inglés | Gerard O'Connell, Kalle Lindroth, Joonas Angeria                                               |
| Blind Channel             | «Dark Side» («El lado oscuro»)                                         | Inglés | Aleksi Kaunisvesi, Joonas Porko, Joel Hokka, Niko Moilanen, Olli Matela                        |
| Danny                     | «Sinä päivänä kun kaikki rakastaa mua» («El día en que todos me aman») | Finés  | Janne Rintala                                                                                  |
| Ilta                      | «Kelle mä soitan» («A quién llamo»)                                    | Finés  | Ilta Fuchs, Väinö Wallenius, Jouni Aslak, Tuomas Kauhanen                                      |
| Laura Põldvere            | «Play» («Reproducir»)                                                  | Inglés | Karl-Ander Reismann, Reinis Straume, Laura Põldvere                                            |
| Oskr                      | «Lie» («Mentir»)                                                       | Inglés | Oskari Ruohonen, Joonas Angeria, David Pramik                                                  |
| Teflon Brothers x Pandora | «I Love You» («Te amo»)                                                | Inglés | Jaakko Salovaara, Axel Ehnström, Mikko Kuoppala, Heikki Kuula, Jani Tuohimaa, Anneli Magnusson |

#### Final
La final tuvo lugar en los Mediapolis Studios de Tampere el 20 de febrero de 2021, siendo presentado por Antti Tuisku.
| N.º | Artista                   | Canción                                | Jurado | Televoto | Televoto   | Televoto | Total | Lugar |
| N.º | Artista                   | Canción                                | Jurado | Votos    | Porcentaje | Puntos   | Total | Lugar |
| --- | ------------------------- | -------------------------------------- | ------ | -------- | ---------- | -------- | ----- | ----- |
| 1   | Teflon Brothers x Pandora | «I Love You»                           | 30     | 23,493   | 17.0%      | 150      | 180   | 2     |
| 2   | Aksel                     | «Hurt»                                 | 56     | 8,154    | 5.9%       | 52       | 108   | 5     |
| 3   | Laura                     | «Play»                                 | 4      | 1,382    | 1.0%       | 9        | 13    | 7     |
| 4   | Danny                     | «Sinä päivänä kun kaikki rakastaa mua» | 22     | 5,942    | 4.3%       | 38       | 60    | 6     |
| 5   | Oskr                      | «Lie»                                  | 62     | 8,292    | 6.0%       | 53       | 115   | 4     |
| 6   | Blind Channel             | «Dark Side»                            | 72     | 75,040   | 54.3%      | 479      | 551   | 1     |
| 7   | Ilta                      | «Kelle mä soitan»                      | 48     | 15,892   | 11.5%      | 101      | 149   | 3     |

| Votación del jurado internacional | Votación del jurado internacional      | Votación del jurado internacional | Votación del jurado internacional | Votación del jurado internacional | Votación del jurado internacional | Votación del jurado internacional | Votación del jurado internacional | Votación del jurado internacional | Votación del jurado internacional |
| Artista                           | Canción                                | Bandera del Reino Unido           | Bandera de Suiza                  | Bandera de Estados Unidos         | Bandera de Polonia                | Bandera de Islandia               | Bandera de España                 | Bandera de los Países Bajos       | Total                             |
| --------------------------------- | -------------------------------------- | --------------------------------- | --------------------------------- | --------------------------------- | --------------------------------- | --------------------------------- | --------------------------------- | --------------------------------- | --------------------------------- |
| Teflon Brothers x Pandora         | «I Love You»                           | 6                                 | 2                                 | 2                                 |                                   | 6                                 | 4                                 | 10                                | 30                                |
| Aksel                             | «Hurt»                                 | 10                                | 12                                | 8                                 | 8                                 | 4                                 | 8                                 | 6                                 | 56                                |
| Laura                             | «Play»                                 |                                   |                                   |                                   | 2                                 |                                   | 2                                 |                                   | 4                                 |
| Danny                             | «Sinä päivänä kun kaikki rakastaa mua» | 4                                 | 4                                 | 4                                 | 4                                 | 2                                 |                                   | 4                                 | 22                                |
| Oskr                              | «Lie»                                  | 8                                 | 10                                | 10                                | 10                                | 12                                | 10                                | 2                                 | 62                                |
| Blind Channel                     | «Dark Side»                            | 12                                | 8                                 | 12                                | 12                                | 8                                 | 12                                | 8                                 | 72                                |
| Ilta                              | «Kelle mä soitan»                      | 2                                 | 6                                 | 6                                 | 6                                 | 10                                | 6                                 | 12                                | 48                                |

## En Eurovisión
De acuerdo a las reglas del festival, todos los concursantes inician desde las semifinales, a excepción del anfitrión (en este caso, Países Bajos) y el Big Five compuesto por Alemania, España, Francia, Italia y Reino Unido. La producción del festival decidió respetar el sorteo ya realizado para la edición cancelada de 2020 por lo que se determinó que el país, tendría que participar en la segunda semifinal. En este mismo sorteo, se determinó que participaría en la segunda mitad de la semifinal (posiciones 10-17). Semanas después, ya conocidos los artistas y sus respectivas canciones participantes, la producción del programa dio a conocer el orden de actuación, determinando que Finlandia participara en la decimocuarta posición, precedida por Bulgaria y seguido de Suiza.
Los comentarios para Finlandia corrieron por parte de Mikko Silvennoinen, mientras que para la diáspora de habla sueca los comentarios fueron de Eva Frantz y Johan Lindroos y para la diáspora de habla rusa: Levan Tvaltvadze. La portavoz de la votación del jurado profesional finlandés fue Katri Norrlin.

### Semifinal 2
Blind Channel tomó parte de los primeros ensayos los días 11 y 14 de mayo, así como de los ensayos generales con vestuario de la segunda semifinal los días 19 y 20 de mayo. El ensayo general de la tarde del 19 fue tomado en cuenta por los jurados profesionales para emitir sus votos, que representan el 50% de los puntos. Finlandia se presentó en la posición 14, detrás de Suiza y por delante de Bulgaria. La actuación finlandesa se mantuvo fiel, en términos generales, a la mostrada en el UMK. El grupo mantuvo sus vestimentas de color negro, con la iluminación del recinto en tonos blancos que pasaron a tonos rojos en la última parte de la canción y siendo utilizada mayormente pirotecnia durante toda la canción. Los fondos casi no fueron usados por la agrupación, solo en momentos puntuales donde proyectaban imágenes de los integrantes del grupo en colores azules, varias de ellas simulando que los integrantes estaban colgados de los pies.
Al final del show, Finlandia fue anunciada como uno de los 10 países finalistas. Los resultados revelados una vez terminado el festival, posicionaron al grupo finlandés en 5° lugar con 234 puntos, a solo 5 puntos de Bulgaria. En el desglose de la votación, Finlandia obtuvo la 6.ª posición del jurado profesional con 84 puntos, y obteniendo la victoria del televoto con 150 puntos.

### Final
Durante la rueda de prensa de los ganadores de la segunda semifinal, se realizó el sorteo en el que se decidió en que mitad participaría cada finalista. Finlandia fue sorteada para participar en la segunda mitad de la final (posiciones 14-26). El orden de actuación revelado durante la madrugada del viernes 21 de mayo, en el que se decidió que Finlandia debía actuar en la posición 16 por delante de Alemania y detrás de Bulgaria.
Durante la votación final, Finlandia se colocó en 11.ª posición del jurado profesional con 83 puntos. Posteriormente, se reveló su votación del público: un sorprendente 4° lugar con 218 puntos e incluyendo la máxima puntuación de Estonia, Islandia y Suecia. Tras liderar brevemente la tabla de votación, finalmente Finlandia se colocaría en 6.ª posición con 301 puntos. Este se convertiría en el segundo mejor resultado histórico para el país, solo superado por la victoria de Lordi en 2006 e igualando la posición obtenida por Marion Rung en 1973. Así mismo, Blind Channel obtendría la mayor cantidad de puntos en la historia para Finlandia, superando el récord de 15 años atrás, precisamente del grupo Lordi de 292 puntos.

### Votación

#### Puntuación otorgada a Finlandia

##### Semifinal 2
| Jurado               | Jurado                                                 | Jurado                                                        | Jurado                                    | Jurado                                                                                    |
| 12 puntos            | 10 puntos                                              | 8 puntos                                                      | 7 puntos                                  | 6 puntos                                                                                  |
| -------------------- | ------------------------------------------------------ | ------------------------------------------------------------- | ----------------------------------------- | ----------------------------------------------------------------------------------------- |
|                      |                                                        |                                                               | - Dinamarca - Estonia - Francia - Letonia | - Albania - España - Islandia - Portugal - Reino Unido - República Checa - Serbia - Suiza |
| 5 puntos             | 4 puntos                                               | 3 puntos                                                      | 2 puntos                                  | 1 punto                                                                                   |
| - Austria            | - Georgia                                              | - San Marino                                                  | - Polonia                                 |                                                                                           |
| Televoto             |                                                        |                                                               |                                           |                                                                                           |
| 12 puntos            | 10 puntos                                              | 8 puntos                                                      | 7 puntos                                  | 6 puntos                                                                                  |
| - Bulgaria - Polonia | - Dinamarca - Estonia - Islandia - San Marino - Serbia | - Grecia - Letonia - Moldavia - Reino Unido - República Checa | - España - Georgia - Portugal - Suiza     |                                                                                           |
| 5 puntos             | 4 puntos                                               | 3 puntos                                                      | 2 puntos                                  | 1 punto                                                                                   |
| - Albania - Austria  |                                                        |                                                               | - Francia                                 |                                                                                           |

##### Final
| Jurado                                       | Jurado                                                                                        | Jurado                                                     | Jurado                                                | Jurado                                                      |
| 12 puntos                                    | 10 puntos                                                                                     | 8 puntos                                                   | 7 puntos                                              | 6 puntos                                                    |
| -------------------------------------------- | --------------------------------------------------------------------------------------------- | ---------------------------------------------------------- | ----------------------------------------------------- | ----------------------------------------------------------- |
|                                              | - Italia - Serbia                                                                             | - Bélgica - Dinamarca - Rumania                            | - Estonia                                             |                                                             |
| 5 puntos                                     | 4 puntos                                                                                      | 3 puntos                                                   | 2 puntos                                              | 1 punto                                                     |
| - Islandia                                   | - Eslovenia - Letonia - Reino Unido                                                           | - Albania - Chipre                                         | - Malta - Polonia                                     | - Austria - Bulgaria - República Checa - San Marino - Suiza |
| Televoto                                     |                                                                                               |                                                            |                                                       |                                                             |
| 12 puntos                                    | 10 puntos                                                                                     | 8 puntos                                                   | 7 puntos                                              | 6 puntos                                                    |
| - Estonia - Islandia - Suecia                |                                                                                               | - Alemania - Bulgaria - Italia - Letonia - Rusia - Ucrania | - Dinamarca - Lituania - Malta - Reino Unido - Serbia | - Bélgica - Croacia - Grecia - Noruega - Polonia - Rumania  |
| 5 puntos                                     | 4 puntos                                                                                      | 3 puntos                                                   | 2 puntos                                              | 1 punto                                                     |
| - Azerbaiyán - Irlanda - Moldavia - Portugal | - Austria - Chipre - Eslovenia - Israel - Países Bajos - República Checa - San Marino - Suiza | - Albania - Australia                                      | - España - Macedonia del Norte                        | - Francia                                                   |

#### Puntuación otorgada por Finlandia
| Puntos    | Jurado     | Televoto   |
| --------- | ---------- | ---------- |
| 12 puntos | Bulgaria   | Islandia   |
| 10 puntos | Suiza      | Suiza      |
| 8 puntos  | Islandia   | Dinamarca  |
| 7 puntos  | Portugal   | Estonia    |
| 6 puntos  | Grecia     | Portugal   |
| 5 puntos  | Austria    | Moldavia   |
| 4 puntos  | Albania    | Bulgaria   |
| 3 puntos  | Serbia     | Albania    |
| 2 puntos  | San Marino | Grecia     |
| 1 punto   | Dinamarca  | San Marino |

| Puntos    | Jurado   | Televoto |
| --------- | -------- | -------- |
| 12 puntos | Suiza    | Islandia |
| 10 puntos | Bulgaria | Ucrania  |
| 8 puntos  | Islandia | Italia   |
| 7 puntos  | Francia  | Suiza    |
| 6 puntos  | Italia   | Francia  |
| 5 puntos  | Suecia   | Lituania |
| 4 puntos  | Rusia    | Noruega  |
| 3 puntos  | Lituania | Suecia   |
| 2 puntos  | Grecia   | Moldavia |
| 1 punto   | Malta    | Rusia    |

##### Desglose
El jurado finlandés estuvo compuesto por:
- Amie Borgar
- Jussi Mäntysaari
- Mirva Merimaa
- Tommi Tuomainen
- Samuli Väänänen

| Semifinal 2 | Semifinal 2     | Semifinal 2                | Semifinal 2                | Semifinal 2                | Semifinal 2                | Semifinal 2                | Semifinal 2                | Semifinal 2                | Semifinal 2                | Semifinal 2                |
| N.º         | País            | Jurado                     | Jurado                     | Jurado                     | Jurado                     | Jurado                     | Jurado                     | Jurado                     | Televoto                   | Televoto                   |
| N.º         | País            | Jurado A                   | Jurado B                   | Jurado C                   | Jurado D                   | Jurado E                   | Ranking                    | Puntos                     | Ranking                    | Puntos                     |
| ----------- | --------------- | -------------------------- | -------------------------- | -------------------------- | -------------------------- | -------------------------- | -------------------------- | -------------------------- | -------------------------- | -------------------------- |
| 01          | San Marino      | 5                          | 12                         | 14                         | 9                          | 7                          | 9                          | 2                          | 10                         | 1                          |
| 02          | Estonia         | 11                         | 11                         | 8                          | 6                          | 15                         | 12                         |                            | 4                          | 7                          |
| 03          | República Checa | 14                         | 16                         | 10                         | 5                          | 16                         | 13                         |                            | 15                         |                            |
| 04          | Grecia          | 4                          | 6                          | 6                          | 8                          | 10                         | 5                          | 6                          | 9                          | 2                          |
| 05          | Austria         | 6                          | 8                          | 7                          | 12                         | 6                          | 6                          | 5                          | 14                         |                            |
| 06          | Polonia         | 12                         | 15                         | 13                         | 14                         | 11                         | 16                         |                            | 16                         |                            |
| 07          | Moldavia        | 13                         | 9                          | 12                         | 11                         | 9                          | 14                         |                            | 6                          | 5                          |
| 08          | Islandia        | 3                          | 5                          | 3                          | 1                          | 2                          | 3                          | 8                          | 1                          | 12                         |
| 09          | Serbia          | 9                          | 10                         | 9                          | 16                         | 4                          | 8                          | 3                          | 11                         |                            |
| 10          | Georgia         | 16                         | 14                         | 15                         | 7                          | 14                         | 15                         |                            | 12                         |                            |
| 11          | Albania         | 10                         | 4                          | 11                         | 10                         | 8                          | 7                          | 4                          | 8                          | 3                          |
| 12          | Portugal        | 7                          | 7                          | 5                          | 4                          | 5                          | 4                          | 7                          | 5                          | 6                          |
| 13          | Bulgaria        | 2                          | 1                          | 2                          | 2                          | 1                          | 1                          | 12                         | 7                          | 4                          |
| 14          | Finlandia       | -------------------------- | -------------------------- | -------------------------- | -------------------------- | -------------------------- | -------------------------- | -------------------------- | -------------------------- | -------------------------- |
| 15          | Letonia         | 15                         | 3                          | 16                         | 13                         | 12                         | 11                         |                            | 13                         |                            |
| 16          | Suiza           | 1                          | 2                          | 1                          | 3                          | 3                          | 2                          | 10                         | 2                          | 10                         |
| 17          | Dinamarca       | 8                          | 13                         | 4                          | 15                         | 13                         | 10                         | 1                          | 3                          | 8                          |

| Final | Final        | Final                      | Final                      | Final                      | Final                      | Final                      | Final                      | Final                      | Final                      | Final                      |
| N.º   | País         | Jurado                     | Jurado                     | Jurado                     | Jurado                     | Jurado                     | Jurado                     | Jurado                     | Televoto                   | Televoto                   |
| N.º   | País         | Jurado A                   | Jurado B                   | Jurado C                   | Jurado D                   | Jurado E                   | Ranking                    | Puntos                     | Ranking                    | Puntos                     |
| ----- | ------------ | -------------------------- | -------------------------- | -------------------------- | -------------------------- | -------------------------- | -------------------------- | -------------------------- | -------------------------- | -------------------------- |
| 01    | Chipre       | 20                         | 22                         | 22                         | 15                         | 16                         | 22                         |                            | 17                         |                            |
| 02    | Albania      | 9                          | 9                          | 16                         | 24                         | 11                         | 14                         |                            | 18                         |                            |
| 03    | Israel       | 17                         | 6                          | 15                         | 13                         | 7                          | 11                         |                            | 21                         |                            |
| 04    | Bélgica      | 15                         | 13                         | 9                          | 17                         | 12                         | 15                         |                            | 14                         |                            |
| 05    | Rusia        | 24                         | 3                          | 18                         | 9                          | 8                          | 7                          | 4                          | 10                         | 1                          |
| 06    | Malta        | 6                          | 11                         | 21                         | 22                         | 6                          | 10                         | 1                          | 11                         |                            |
| 07    | Portugal     | 11                         | 15                         | 12                         | 8                          | 10                         | 13                         |                            | 12                         |                            |
| 08    | Serbia       | 12                         | 21                         | 14                         | 25                         | 9                          | 18                         |                            | 22                         |                            |
| 09    | Reino Unido  | 19                         | 25                         | 23                         | 12                         | 17                         | 20                         |                            | 24                         |                            |
| 10    | Grecia       | 8                          | 7                          | 8                          | 10                         | 14                         | 9                          | 2                          | 13                         |                            |
| 11    | Suiza        | 4                          | 2                          | 1                          | 3                          | 1                          | 1                          | 12                         | 4                          | 7                          |
| 12    | Islandia     | 5                          | 10                         | 3                          | 1                          | 5                          | 3                          | 8                          | 1                          | 12                         |
| 13    | España       | 21                         | 17                         | 7                          | 18                         | 13                         | 17                         |                            | 25                         |                            |
| 14    | Moldavia     | 23                         | 20                         | 25                         | 21                         | 25                         | 25                         |                            | 9                          | 2                          |
| 15    | Alemania     | 22                         | 16                         | 17                         | 20                         | 18                         | 23                         |                            | 19                         |                            |
| 16    | Finlandia    | -------------------------- | -------------------------- | -------------------------- | -------------------------- | -------------------------- | -------------------------- | -------------------------- | -------------------------- | -------------------------- |
| 17    | Bulgaria     | 2                          | 1                          | 2                          | 5                          | 2                          | 2                          | 10                         | 16                         |                            |
| 18    | Lituania     | 10                         | 5                          | 11                         | 7                          | 20                         | 8                          | 3                          | 6                          | 5                          |
| 19    | Ucrania      | 25                         | 12                         | 5                          | 11                         | 15                         | 12                         |                            | 2                          | 10                         |
| 20    | Francia      | 1                          | 18                         | 4                          | 6                          | 3                          | 4                          | 7                          | 5                          | 6                          |
| 21    | Azerbaiyán   | 13                         | 24                         | 24                         | 16                         | 24                         | 21                         |                            | 15                         |                            |
| 22    | Noruega      | 16                         | 23                         | 6                          | 14                         | 23                         | 16                         |                            | 7                          | 4                          |
| 23    | Países Bajos | 18                         | 8                          | 20                         | 19                         | 21                         | 19                         |                            | 23                         |                            |
| 24    | Italia       | 3                          | 4                          | 10                         | 4                          | 4                          | 5                          | 6                          | 3                          | 8                          |
| 25    | Suecia       | 7                          | 14                         | 13                         | 2                          | 19                         | 6                          | 5                          | 8                          | 3                          |
| 26    | San Marino   | 14                         | 19                         | 19                         | 23                         | 22                         | 24                         |                            | 20                         |                            |